# Вестфальский симфонический оркестр
Вестфальский симфонический оркестр (нем. Westfälisches Sinfonieorchester) — немецкий государственный симфонический оркестр земли Северный Рейн-Вестфалия. Базировался в городе Реклингхаузен.
Был образован в 1953 г. Помимо классико-романтического репертуара специализировался на исполнениях редко звучащей музыки XX века. Осуществил премьеру первой симфонии Бенджамина Франкеля (1959). Среди заметных записей оркестра — скрипичный концерт Людвига ван Бетховена (солист Сусанна Лаутенбахер), скрипичный концерт Пауля Хиндемита (солист Иври Гитлис), симфонические поэмы Ференца Листа («Тассо», «Прелюды» и др.), Второй фортепианный концерт Александра Глазунова (солист Майкл Понти), произведения для фортепиано с оркестром Эми Бич. Кроме того, оркестр принял участие в записи оперы Курта Вайля «Человек, всегда говорящий „да“» (1990, дирижёр Вилли Гундлах).
В результате слияния с Филармоническим оркестром Гельзенкирхена в 1996 г. коллектив оркестра вошёл в состав Нового филармонического оркестра Вестфалии.

## Музыкальные руководители
- Хуберт Райхерт (1958—1965)
- Зигфрид Ландау (1973—1975)
- Карл Антон Риккенбахер (1976—1985)
- Вальтер Гиллессен (1986—1996)